# NGC 5393
NGC 5393 este o emission-line galaxy⁠(d) situată în constelația Hidra. A fost descoperită în 30 martie 1835 de către John Herschel. Se află la o distanță de 44,06 de megaparseci de Pământ.